# HD 344
HD 344 är en orange jätte i Bildhuggarens stjärnbild.
Stjärnan har visuell magnitud +5,66 och är synlig för blotta ögat vid god seeing.